# Cycas cairnsiana
Cycas cairnsiana är en kärlväxtart som beskrevs av Ferdinand von Mueller. Cycas cairnsiana ingår i släktet Cycas, och familjen Cycadaceae. IUCN kategoriserar arten globalt som sårbar. Inga underarter finns listade i Catalogue of Life.